# Draco Racing
Draco Racing is een raceteam uit Italië dat meedeed in de Formule Renault 3.5 Series.
Draco werd in 1989 opgericht door Adriano en Nadia Morini. Ze reden in het Formule Opel Lotus kampioenschap. Ze wonnen de titel in 1990, 1991, 1993 en 1994 met Rubens Barrichello, Pedro Lamy, Patrick Crinelli en Marco Campos.
Draco bleef in het Formule Opel Lotus kampioenschap tot het opgeheven werd in 1996. Het jaar daarvoor (1995) was Draco al actief in het Formule 3000 kampioenschap. Adriano nam een gok door Marcos Campos in de auto te zetten. Het bleek een slechte zet toen de 18-jarige coureur omkwam door een crash op het circuit van Magny-Cours. Het team haalde geen goede resultaten, zelfs niet met coureurs als Ricardo Zonta en Bruno Junqueira. Het team stapte na het seizoen 1999 uit de klasse.
In 2000 begon het team te racen in het Euro F3000 kampioenschap. Ze deden het er goed. Ze domineerde het kampioenschap in 2001 met Filipe Massa. Augusto Farfus en Nicky Pastorelli wisten deze daad te herhalen in 2003 en 2004. Na dit succes stapten ze over naar de Formule Renault 3.5 Series. Toen het kampioenschap aan het eind van 2015 van naam veranderde naar de Formule V8 3.5, maakte het team bekend om na 26 jaar te stoppen met de autosport.